# Asiabadus
Asiabadus asiaticus es una especie de araña araneomorfa de la familia Gnaphosidae. Es la única especie del género monotípico Asiabadus.  

## Distribución
Es originaria de Afganistán y Asia central.